# Robert A. van Dijk
Robert Antoine van Dijk (Amsterdam, 20 januari 1937 – 2011) was een Nederlands politiefunctionaris en schrijver van detectives voor kinderen en volwassenen. Hij werd voluit Robert Antoine genoemd, maar schreef zijn boeken onder de naam Robert A. van Dijk. Van Dijk was een collega van Appie Baantjer. In diverse boeken van Baantjer komt hij voor als een van de jongere rechercheurs.

## Biografie
Van Dijk deed de ulo en werkte daarna als kantoorbediende bij de Twentsche Bank. Na zijn diensttijd als dienstplichtig marechaussee ging hij naar de Politieschool. In januari 1966 kwam hij als hoofdagent in het nieuws na een mislukte poging om een Amsterdams jongetje onder het ijs vandaan te halen.
Na zes jaar uniformdienst stapte Van Dijk over naar de recherche, en kwam op bureau Warmoesstraat te werken. In 1970 deed hij samen met Baantjer onderzoek naar winkeldiefstal. Na enige jaren werd hij wervingsfunctionaris en begon hij, op suggestie van Baantjer, met het schrijven van boeken. In 1972 publiceerde hij zijn eerste detective, Het geheim van Bock & Beer, met illustraties van Herson. In het boek, dat in Amsterdam speelt, komen Baantjer en Dick Vledder als personages voor.
Diverse van zijn jeugdboeken werden uitgebracht in de Witte Raven-reeks van uitgeverij Westfriesland. 
In 1977 werd Van Dijk hoofd interne communicatie bij de AMRO Bank. In 1994 ging hij met de VUT.

## Titels
- Petra, het hertje uit Blijdorp
- Het geheim van Bock & Beer
- Het geheim van de verdwenen zigeunerkoning
- Het geheim van de blauwe Niobe
- Het geheim van 'Schoppen Twaalf'
- Het Arabisch avontuur van Mark en Wendy
- Een maagd voor de Rode Kardinalen : een Amsterdams mysterie[11][12]
- Het zwaard van Ahiram
- Het geheim van de windroos[13]
- Het geheim van de groene bolide
- Het katertje Joost en het circus
- Het geheim van El Golfet
- Moord in oktober